# Yukoana cordiimpressa
Yukoana cordiimpressa is een keversoort uit de familie kniptorren (Elateridae). De wetenschappelijke naam van de soort is voor het eerst geldig gepubliceerd in 1980 door Kishii.